# Chiton (Rhyssoplax) pulcherrimus
Chiton (Rhyssoplax) pulcherrimus is een keverslakkensoort uit de familie van de Chitonidae. De wetenschappelijke naam van de soort werd in 1842 voor het eerst geldig gepubliceerd door George Brettingham Sowerby II.